# 분경
분경은 분재를 통해 나무를 줄이고, 흙이나 이끼 바위 따위로 자연을 축소해서 풍경을 표현하는 것이다.

## 같이 보기
- 수석
- 분재